# Dorfkulm
Dorfkulm ist ein Ortsteil von Oberwellenborn, einem Ortsteil von Unterwellenborn im Landkreis Saalfeld-Rudolstadt in Thüringen.

## Geografie
Dorfkulm, der kleinste Ortsteil der Gemeinde Unterwellenborn, unterteilt sich in Unter- und Oberdorf in 500 Meter Entfernung am Südhang des Kulmbergs. Über die
Landesstraße 1107 und Bundesstraße 281 ist Unterwellenborn erreichbar.

## Geschichte
Die urkundliche Ersterwähnung fand 1350 statt.
Weinbauern des Saalfelder Benediktiner Klosters waren es, die das Dorf besiedelten. Ein Erdrutsch verdarb 1588 den Weinanbau. Trotzdem besiedelten 49 Einwohner im Jahr 1620 und 66 Einwohner im Jahr 1673 den Ort. Sie ernährten sich von Land- und Forstnutzung.
Seit 1861 erhielt der Weiler Post. 1928 kam Wasser und Elektrizität in den Weiler. Schon 1824 wurde auf dem 481 Meter hohen Kulm vom Thüringer Waldverein der Aussichtsturm gebaut. 1938 baute der Naturschutzbund die Schutzhütte und das Gasthaus auf dem Berg.
Am 9. April 1994 erfolgte die Eingemeindung in Unterwellenborn.